# Владлен
Владле́н (альтернативная форма: Владиле́н) — имя, распространённое в СССР.
Владлен — аббревиатура, раскрывается как Владимир Ленин. 
- Разновидность имени: Владилен — Владимир Ленин или Владимир Ильич Ленин.
- Отчество: Владленович, Владленовна; разг. Владленыч[1].